# Honnefer Graben
Der Honnefer Graben (laut Gewässerverzeichnis Grenzbach Honnefer Graben) ist ein knapp fünf Kilometer langer Bach, der auf weiten Teilen die Grenze zwischen der Stadt Bad Honnef im nordrhein-westfälischen Rhein-Sieg-Kreis sowie der Ortsgemeinde Rheinbreitbach im rheinland-pfälzischen Landkreis Neuwied bildet und von rechts in den Mittelrhein mündet. Er trägt die Fließgewässerkennziffer 271918, sein Einzugsgebiet ist mit 4,251 km² angegeben.

## Verlauf
Der Honnefer Graben entspringt südöstlich der Hasenhardt (305,8 m ü. NHN) auf etwa 292 m ü. NHN. Nach gut einem halben Kilometer nimmt er von rechts einen Zufluss auf. Nach knapp zwei Kilometern verlässt er erstmals die Landes- und Stadtgrenze in nördliche Richtung auf das Gebiet der Stadt Bad Honnef, um nach einem weiteren halben Kilometer zunächst an der Südseite der Ortslage Menzenberg vorbei und schließlich durch diese hindurch zu fließen, wobei er das Schloss Hagerhof unterquert. Nach weiteren 300 m bildet er wieder die Grenze, an deren Südseite er auf gut 700 m von der Straße Am Honnefer Graben begleitet wird. Anschließend unterquert er die Linzer Straße (Bad Honnef) bzw. die Hauptstraße (Rheinbreitbach) und nach knapp einem weiteren halben Kilometer die als Gemeindeverbindungsstraße zwischen Bad Honnef und Rheinbreitbach fungierende Straße Im Rosenfeld. Kurz darauf folgt eine Unterquerung der Anschlussstelle Rheinbreitbach der Bundesstraße 42, vor der er die Grenze in südlicher Richtung auf das Gemeindegebiet von Rheinbreitbach verlässt. Nach Unterquerung von Bundesstraße und rechtsrheinischer Eisenbahnstrecke läuft er, nun wieder in westlicher Richtung, erneut auf die Grenze zu. Östlich der Heerstraße nimmt er einen Teil des hierhin durch einen Graben abgeleiteten Breitbachs auf. Der Grenze folgend, mündet der Bach bei der Rolandsmühle in den Rhein.
Naturräumlich lässt sich der Oberlauf des Honnefer Grabens dem Rheinwesterwälder Vulkanrücken zuordnen, sein Unterlauf der Honnefer Talweitung.

## Geschichte
Der Bach bildete bereits im Mittelalter die südliche Grenze des Auelgaus, später die zwischen dem Herzogtum Berg im Norden und dem Kurfürstentum Köln im Süden.:141 Von den Honnefern wurde er gewöhnlich (Rhein)Breitbacher Graben, im Oberlauf wird bzw. wurde er auch Menzenberger Bach genannt.:141:44 Der Bad Honnefer Indogermanist und Runologe Helmut Arntz nimmt an, dass früher durch Abzugsgräben zum Bach der damals noch existierende vierte Rheinarm innerhalb der sog. Nonnenwerther Stromspaltung des Flusses trockengelegt wurde und daraus sein Name resultiere.:141 Konträr zu dieser Deutung geht der Bad Honnefer Heimatforscher Adolf Nekum davon aus, dass der Bach früher nicht den heutigen Verlauf hatte und stattdessen den Teich beim Hagerhof speiste sowie sein Überlauf anschließend in der Gewann In der Kaulen versickerte. Seinen heutigen, auch unterhalb von Menzenberg genau der Grenze folgenden Verlauf habe er erhalten, als man diese durch Anlage eines Abzugsgrabens zum Rhein kennzeichnen wollte.:142 Solche Land(wehr)gräben, darunter auch der zwischen Honnef und Rheinbreitbach, wurden im 16. Jahrhundert auf Anordnung der Herzöge von Berg zur Sicherung ihres Landes gegen landfremde Eindringlinge angelegt.:160 Früher hieß der Bach daher Breitbacher Landgraben.:141
Zeitweise wurde der Honnefer Graben für den Kupferbergbau in Rheinbreitbach durch eine Stollenverbindung zum Wasseraufschlag für die Radkunst abgeleitet.:142 Der unterirdische Lauf des Bachs beim Schloss Hagerhof entstand im Zuge eines umfassenden Umbaus der Schlossanlage sowie der Umgestaltung des zugehörigen Parks zwischen 1865 und 1867.:42